# 무을

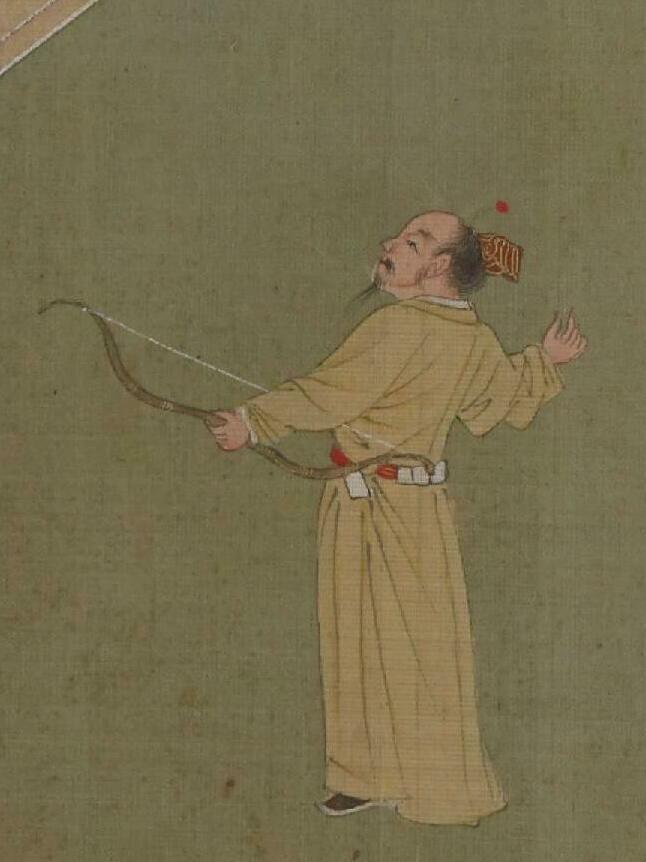

무을(武乙)은 상나라의 28대 군주이다. 경정제가 죽자 즉위하였다. 즉위 후 수도를 박(亳)에서 은(殷)으로 옮겼다.
《사기(史記)》〈은본기(殷本記)〉에 따르면, 무을제가 무도하여 우상을 만들어 그것을 '천신'(天神)이라 이름 붙이고 함께 도박을 하는데, 사람을 시켜 심판을 보도록 하였다. '천신'이 지면 즉시 그 사람을 모욕하고 죽였다. 또 가죽 주머니에 피를 담아 높은 기둥에다 매단뒤, 활로 쏘았는데 이를 '사천'(射天)이라 불렀다. 황하와 위수 사이에 사냥을 하다가 갑자기 벼락이 치자 그 벼락에 맞아 죽었다고 한다. 죽서기년에 따르면, 주의 계력과 동시대의 인물이며 입궐한 계력이 무을에게 토지와 말과 구슬을 받은 것 같다. 35년간 재위에 있었으며 그가 죽고 아들인 문정이 뒤를 이었다.